# 1963년 대한민국
이 문서는 1963년 대한민국에서 일어난 사건을 다룬다.

## 재임자
제3공화국
- 대통령 : 박정희 (12월 17일~)
  - 대통령 권한대행 : 박정희 (~12월 17일)
- 국무총리 : 최두선 (12월 17일~)